# Південно-Сивашське газоконденсатне родовище
Півде́нно-Сива́шське газоконденса́тне родо́вище — належить до Індоло-Кубанської нафтогазоносної області Південного нафтогазоносногу регіону України.

## Опис
Розташоване в північно-західній частині Керченського півострова за 15 км від селища Владиславівки.
Знаходиться в межах приосьової зони Індоло-Кубанського прогину. Перші припливи газу з конденсатом одержані в 1976 р. Газо- та конденсатоносні пісковики середнього майкопу. Колектори іранулярні порового типу з ефективною товщиною 2,0-6,6 м.
Поклад пластовий, склепінчастий, літологічно обмежений. Режим покладу водонапірний. ГВК на глибині -2258 м. Запаси початкові видобувні категорій А+В+С1: газу — 84 млн. м³; конденсату — 47 тис.т.